# Apeadeiro de Sanfins

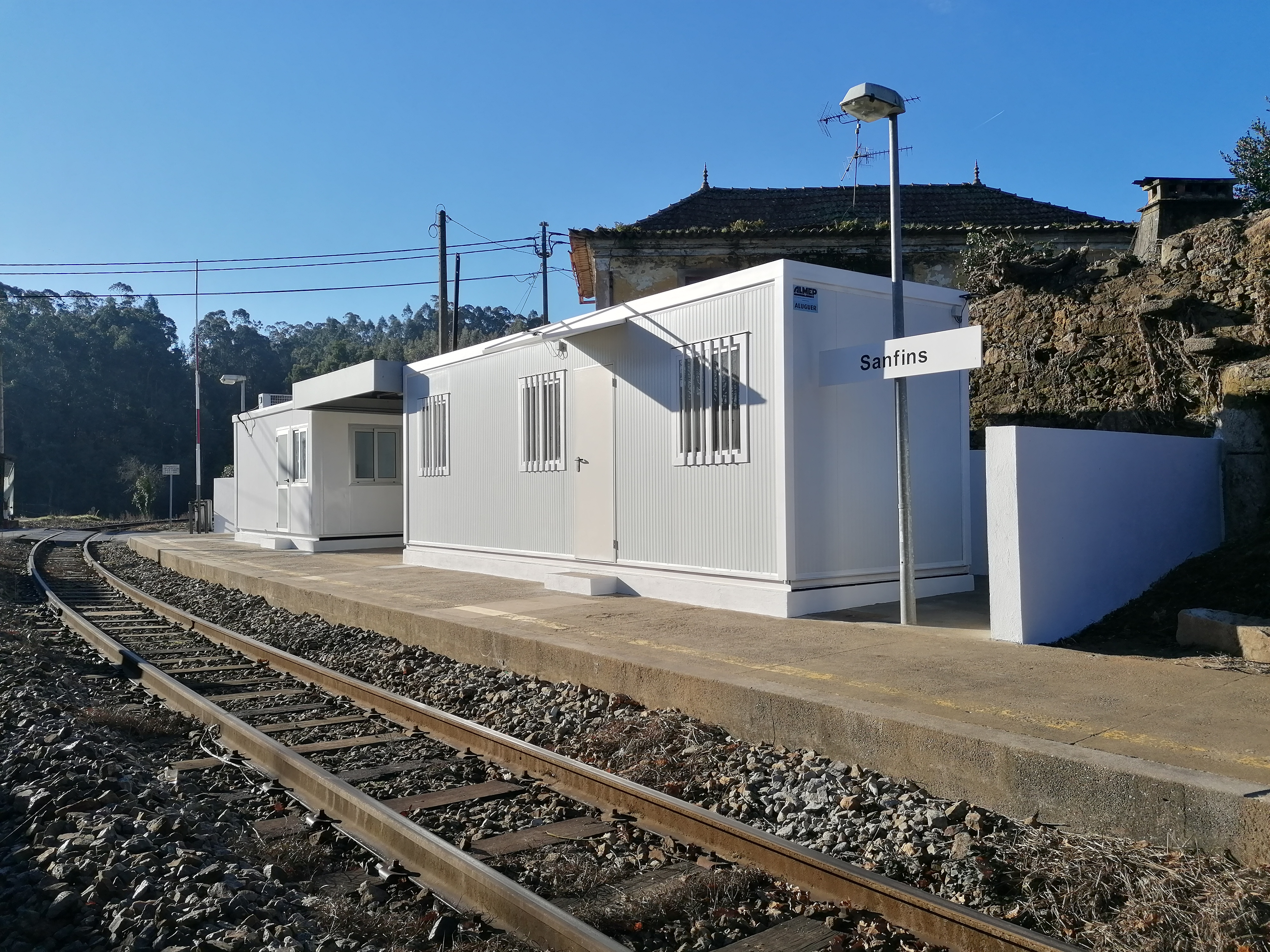
O apeadeiro de Sanfins, em 2022.

O Apeadeiro de Sanfins é uma gare da Linha do Vouga, que serve a localidade de Sanfins, no Distrito de Aveiro, em Portugal.

## Descrição
O abrigo de plataforma situa-se do lado poente da via (lado direito do sentido ascendente, para Viseu).

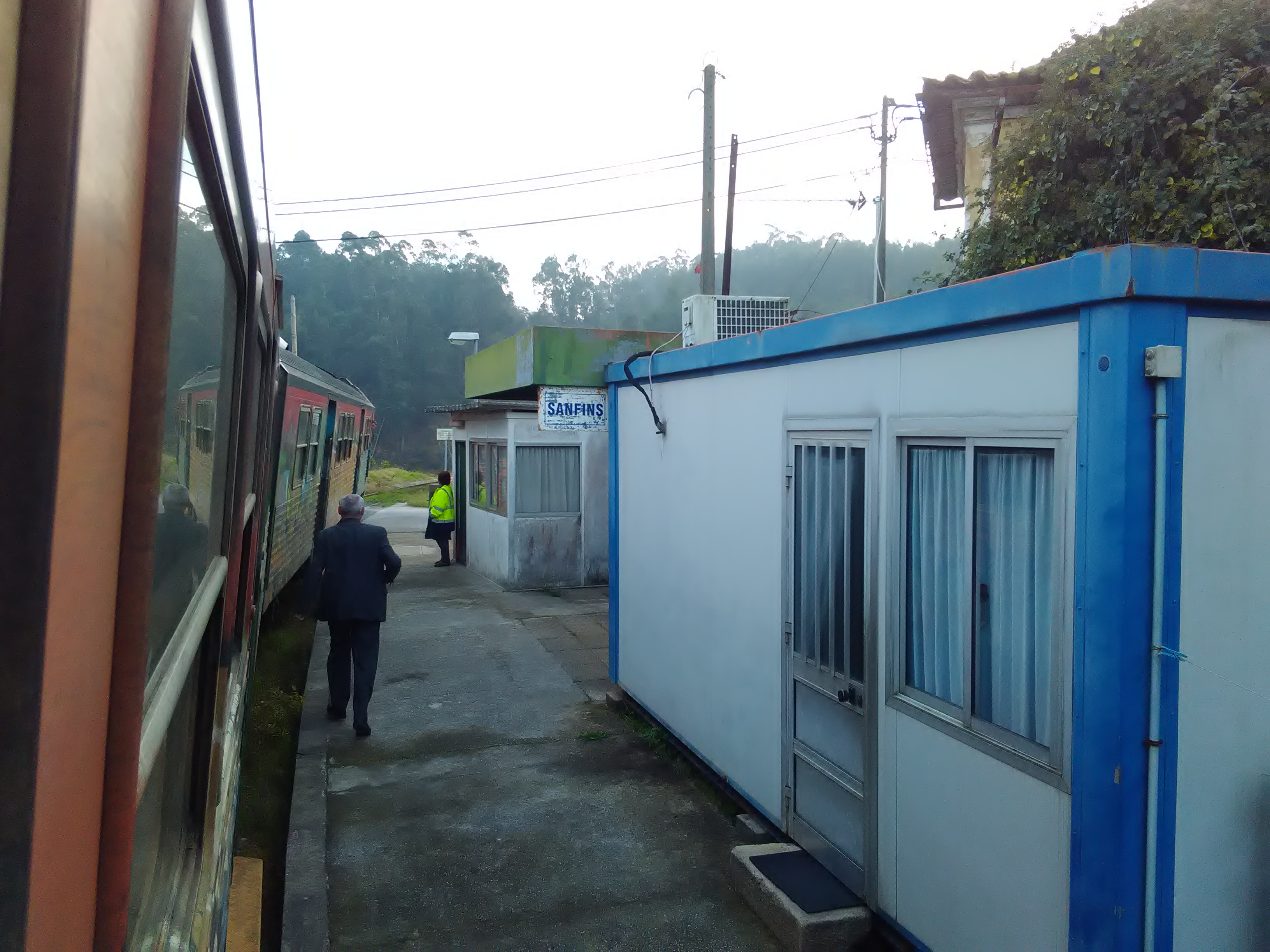
O apeadeiro de Sanfins visto do comboio, em 2016.

### Serviços
Em dados de 2022, esta interface é servida por comboios de passageiros da C.P. de tipo regional, com oito circulações diárias em cada sentido, entre Espinho-Vouga e Oliveira de Azeméis.

## História
Sanfins encontra-se no troço entre as estações de Espinho e Oliveira de Azeméis, que foi inaugurado em 21 de Dezembro de 1908. Não consta ainda dos horários da Linha do Vouga em 1913, tendo sido criado posteriormente.